# Novojičínská radnice
Radnice Nového Jičína se nachází na jihozápadním rohu Masarykova náměstí a pochází z roku 1503, kdy byla postavena po velkém požáru, který vzplál 25. dubna 1503 a zachvátil podstatnou část města. Během požáru vyhořelo prakticky celé město včetně archívu a zachovalo se tak pouze 6 až 7 budov. V průběhu času budova prošla několika stavebními úpravami. Je chráněna jako kulturní památka České republiky.

## Stavební úpravy
První z nich proběhla již v roce 1583, ze které se dochovalo do dnešních dnů hlavně obvodové zdivo a klenby. Další úpravy budovy proběhly během třicetileté války a po několika požárech v průběhu 18. století. Až do druhé poloviny 19. století, přesněji do roku 1881, měla radnice pouze jedno patro, v tomto roce tak bylo přidáno další podlaží, a také nová fasáda.
Současný vzhled získala radnice během přestavby v létech 1929 a 1930, drobné úpravy byly provedeny ještě v průběhu dalších let, ale ty už neměli na celkový vzhled objektu takový vliv.
V objektu se poměrně dlouhou dobu nacházela pobočka České spořitelny, ta se však později přesunula do vlastní budovy u autobusového nádraží kousek od protilehlého konce náměstí.